# Železniční viadukt v Mikulově
Železniční viadukt v Mikulově se nachází u Vitíšky na katastrálním území Mikulova v Krušných horách v okrese Teplice v Ústeckém kraji. Leží mezi zastávkami Mikulov v Krušných horách a Mikulov-Nové Město na Moldavské horské dráze, které se pro její náročnost a horský charakter přezdívá Teplický Semmering. Tato čtyřicet kilometrů dlouhá trať překonává výškový rozdíl 497 metrů, přičemž její maximální sklon dosahuje až 36 ‰.
Moldavská dráha je zapsaná v Ústředním seznamu kulturních památek ČR (ÚSKP) od roku 1998, most u Mikulova byl památkově chráněný již dříve a je v ÚSKP zapsaný samostatně pod rejstříkovým číslem 43159/5-2671. Důvodem památkové ochrany železničního viaduktu je nejen jeho hodnota jako významné technické stavby, ale také skutečnost, že je s ohledem na své umístění výrazným krajinotvorným prvkem.

## Historie

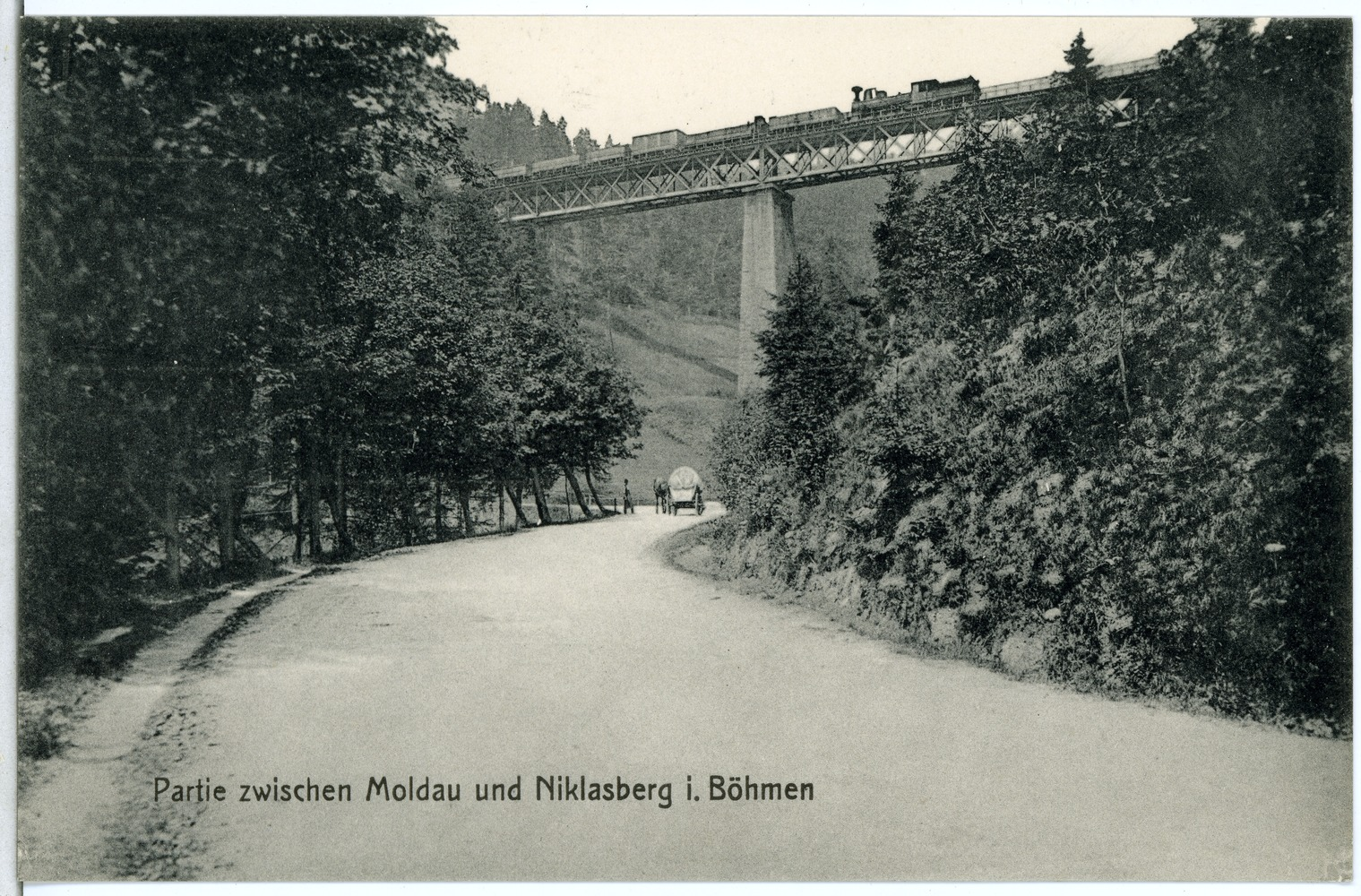
Mikulovský viadukt na pohlednici z roku 1904

Železniční viadukt byl vybudovaný v první polovině 80. let 19. století jako součást Moldavské horské dráhy. Dráha, která byla zprovozněna v roce 1885, sloužila především pro nákladní dopravu, konkrétně pro přepravu uhlí ze severních Čech do Saska.
V roce 1946 viadukt prošel celkovou rekonstrukcí. Jako autor je uváděn vrchní inženýr Jan Bydžovský.
Dne 14. března roku 2017 došlo mezi zastávkami Mikulov v Krušných horách a Mikulov-Nové Město na obtížně přístupném místě prakticky přímo u východního konce mikulovského viaduktu k sesuvu, přičemž kameny zavalily železniční trať. Došlo přitom k  posunutí tělesa náspu a obkladní zdi. Mimořádnou událost způsobilo podmáčení svahu nad místem havárie. Dlouhodobá výluka na trati trvala až do 31. října 2018, osobní doprava v úseku mezi dopravnami Dubí a Moldava v Krušných horách byla obnovena v sobotu 3. listopadu 2018.

## Popis

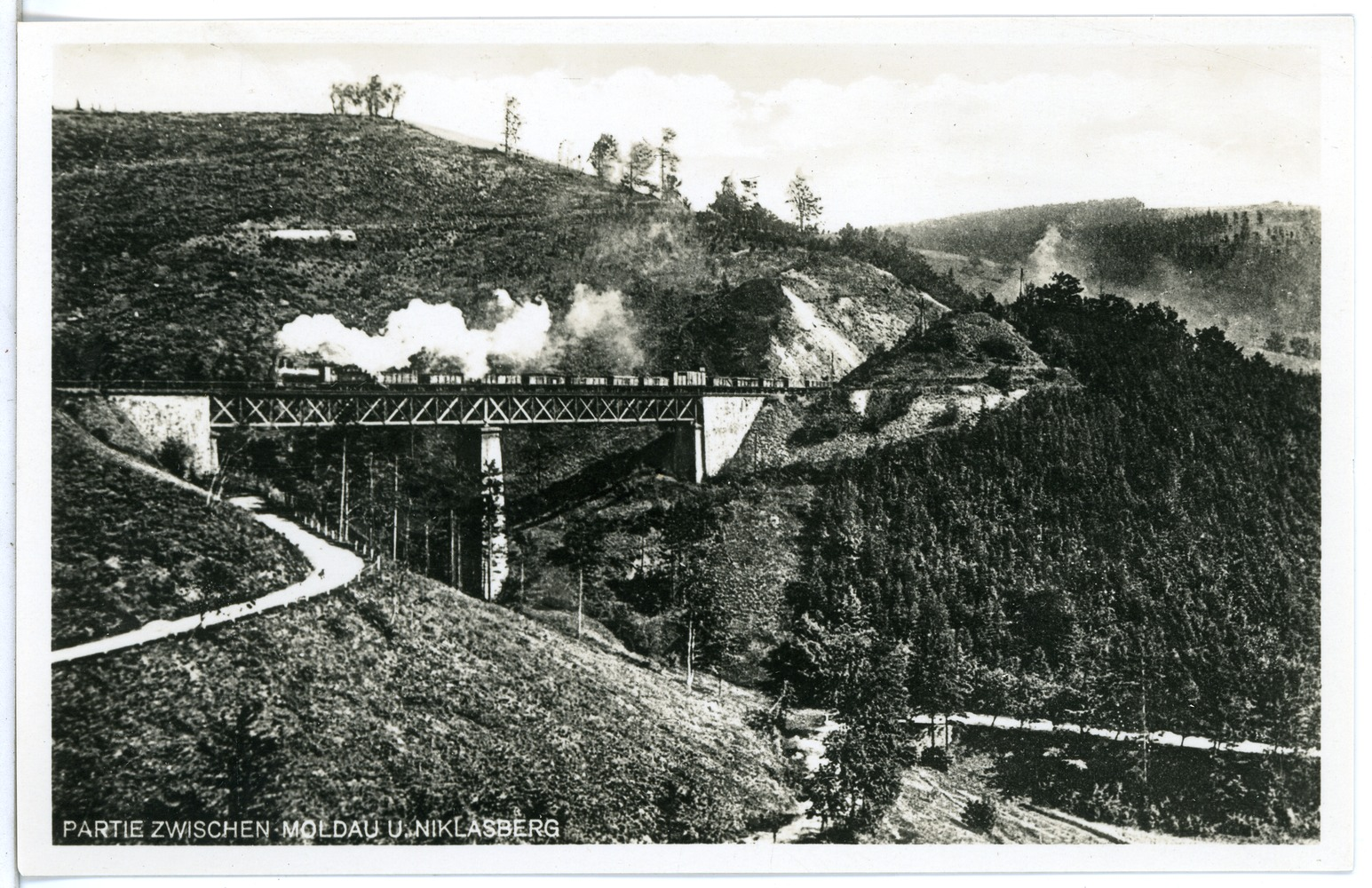
Viadukt na snímku z roku 1927

Most se nachází mezi Mikulovským tunelem a Novoměstským tunelem v úseku, kde Moldavská dráha stoupá mezi horami Pramenáčem (909 m n. m.) a Bouřňákem (869 m n. m.) od zastávky Mikulov v Krušných Horách (720 m n. m.) k zastávce Mikulov-Nové Město (775 m n. m.).
Viadukt zde překlenuje potok Bouřlivec a serpentiny silnice II/382, která v těchto místech tvoří hranici mezi dvěma částmi přírodní památky Buky na Bouřňáku.
Viadukt je 31 metrů vysoký a 117 metrů dlouhý.Jedná se o ocelový příhradový most o dvou polích s nýtovanou konstrukcí. Horní mostovka je kromě postranních opěr ve svazích podepřená centrálním kamenným pilířem. Postranní opěry jsou vyzděny z kyklopského zdiva, s nárožími z hrubě opracovaných pískovcových kvádrů.
Pilíř, postavený na obdélném půdorysu, se směrem vzhůru mírně zužuje a je zakončený mohutnou pásovou korunní římsou, tj. stejným způsobem, jako postranní opěry příhradové konstrukce. Na mostě jsou vedle kolejí dřevěné pochozí lávky, opatřené zábradlím.

## Galerie

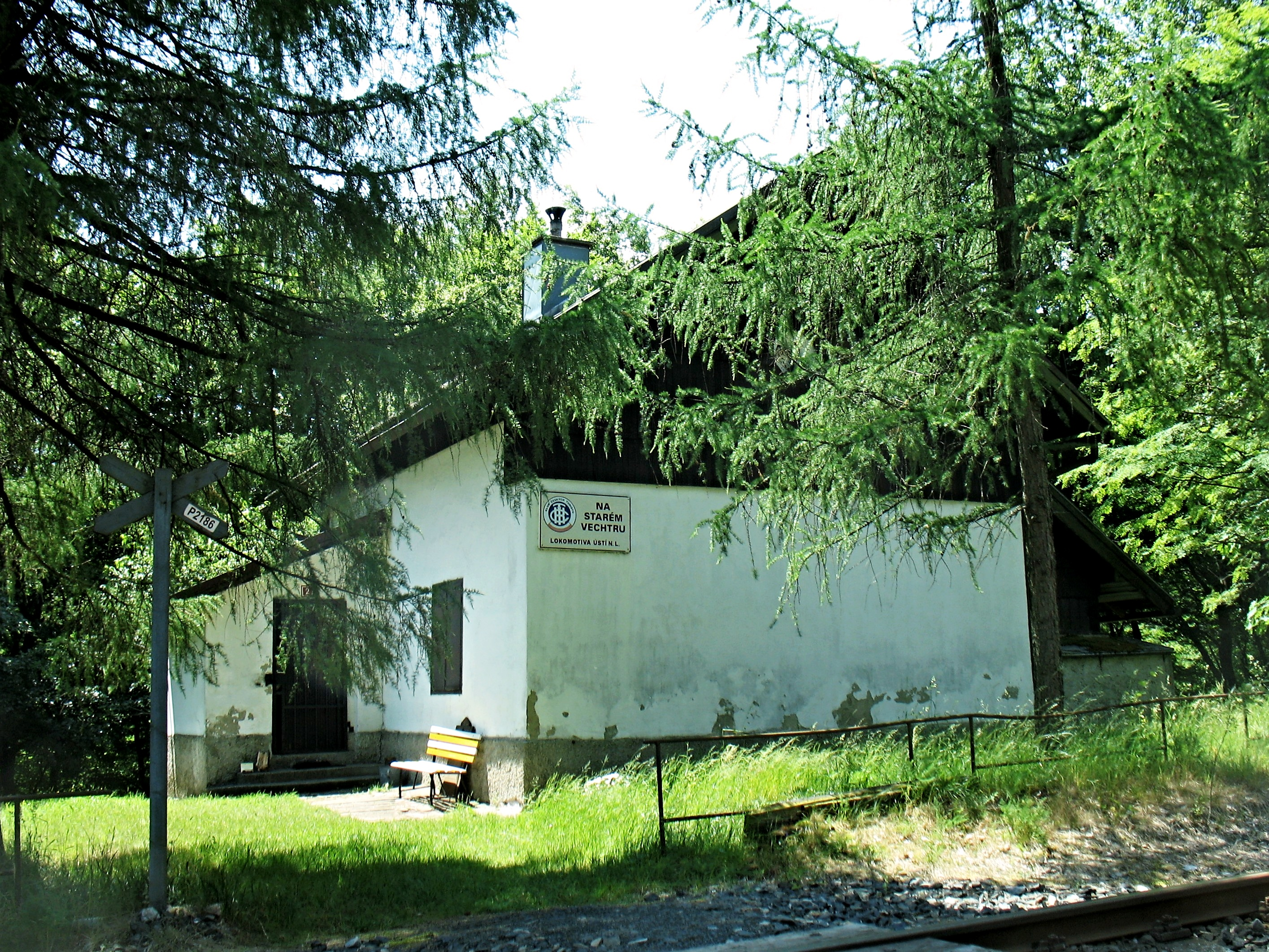
Bývalý strážní domek u viaduktu
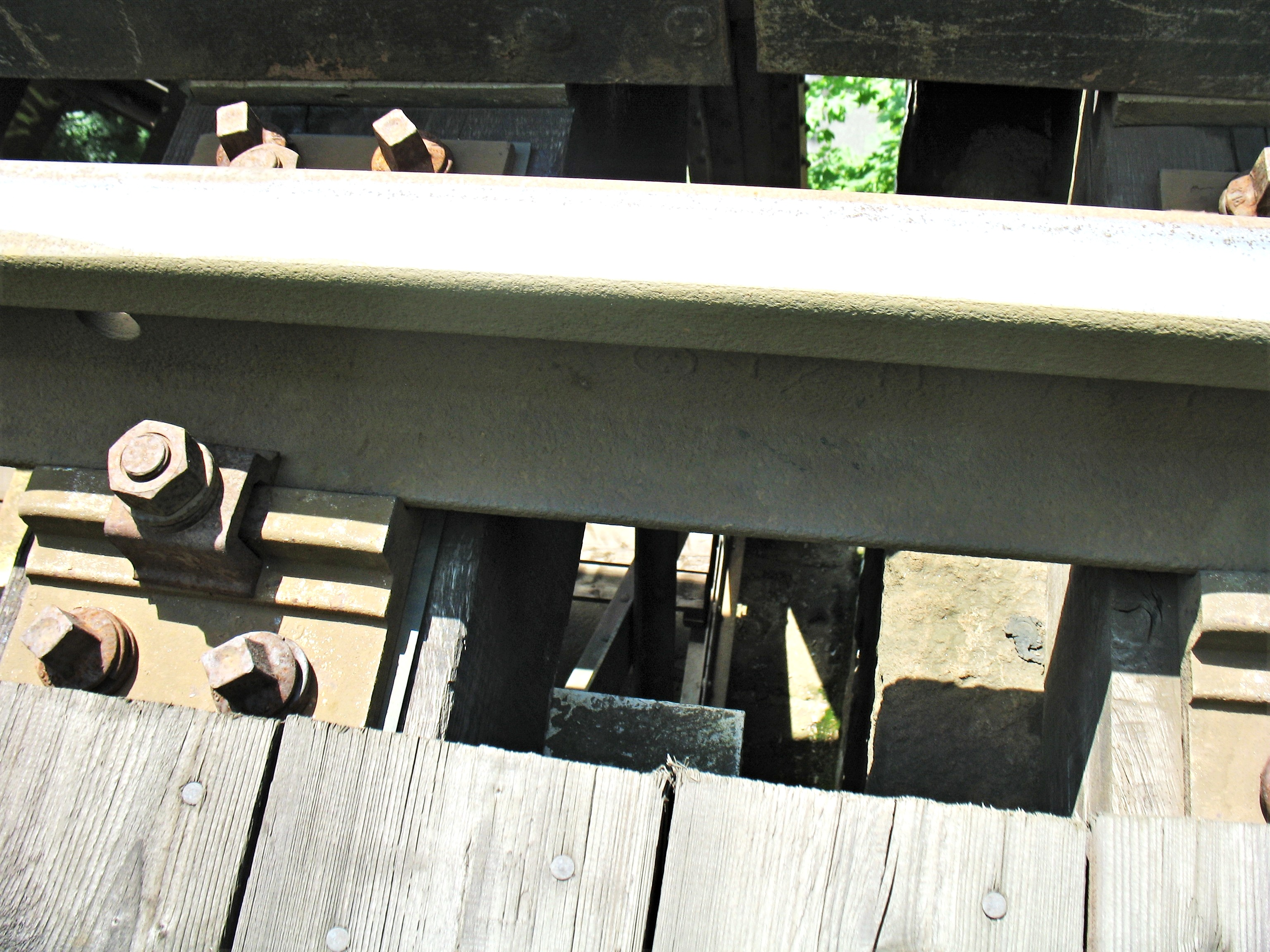
Detail mostní konstrukce
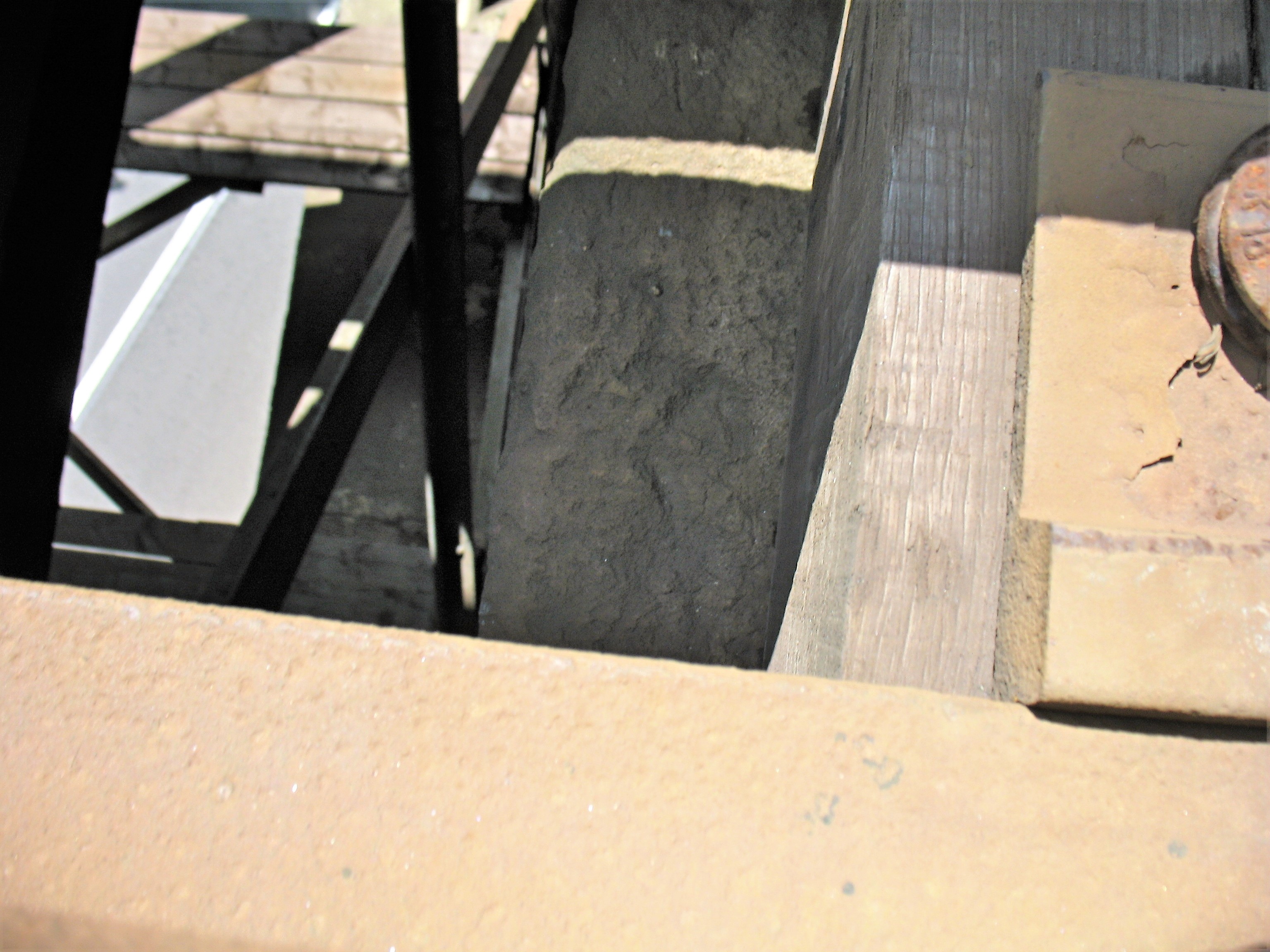
Konstrukce mostu nad silnicí
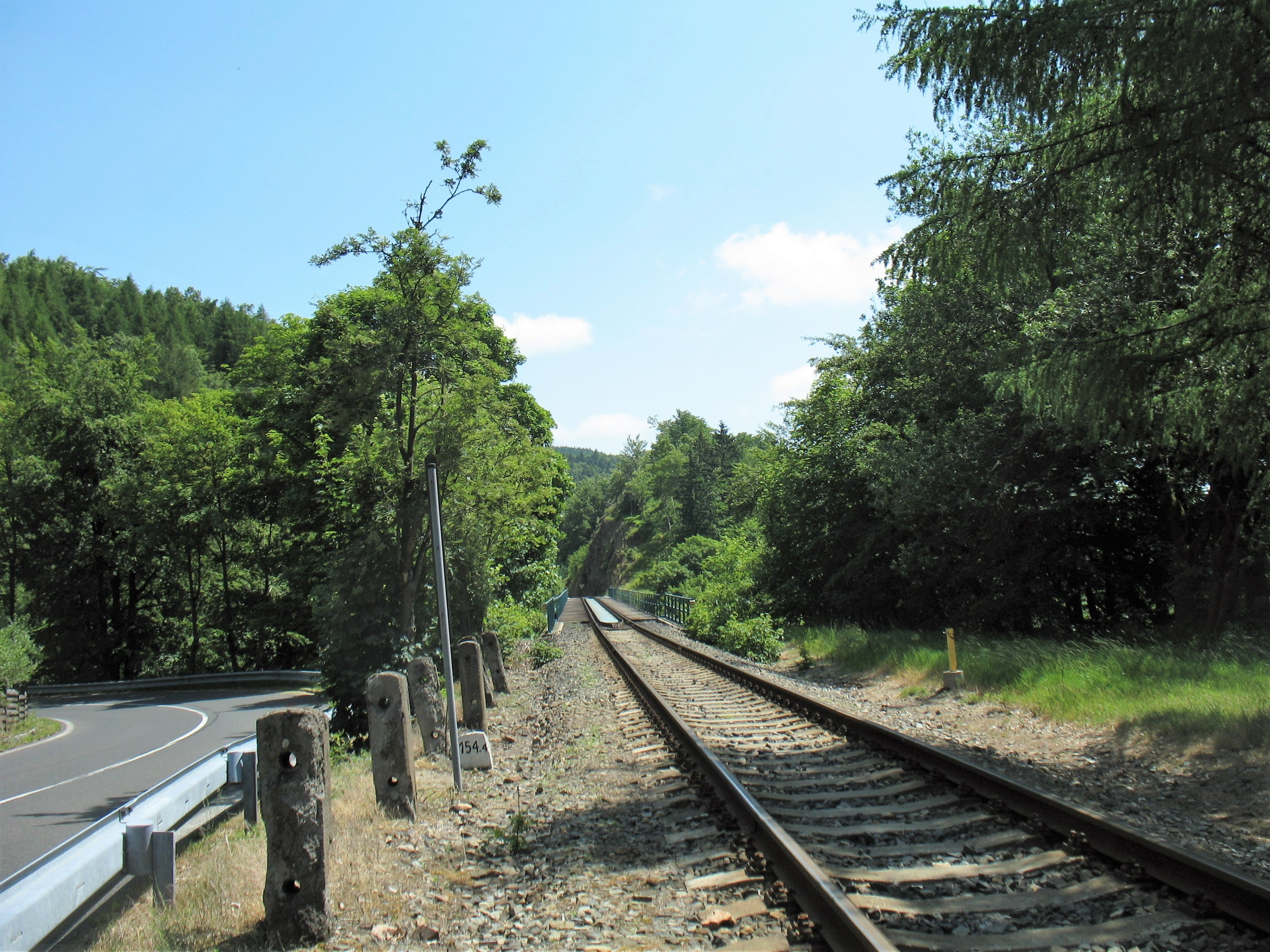
Pohled na most od silnice II/382